# 제로의 사역마
《제로의 사역마》(ゼロの使い魔 제로노 쓰카이마[*])는 일본에서 발행되는 라이트 노벨에 MF문고 J로부터 간행되고 있는 故야마구치 노보루 원작의 만화, 애니메이션, 게임이다. 또한 대한민국에서는 라이트 노벨이 서울문화사 제이노블로부터 2013년 3월 17일 현재 본편 1권~20권, 일러스트 컬렉션과 외전 5권이 출간되어 있고, 애니메이션은 애니맥스에서 1기가 2007년 8월 3일, 2기는 2008년 5월 2일에 첫 방영되어 이후 지속적으로 방영되었지만 4기는 애니플러스에서 방영되었다. 4월 4일 작가 故야마구치 노보루가 기나긴 암투병 끝에 결국 별세했다. 작가 사후, 정령사의 검무 작가인 시미즈 유우가 21권과 22권을 대필했다.
트리스테인 마법 학교의 학생인 루이즈와 일본에서 갑자기 루이즈에게 소환된 사이토를 중심으로 벌어지는 이야기를 그리고 있다.

## 등장인물
(*성우 순은 '일본판'/'애니맥스 방영판'.)
히라가 사이토(平賀 才人, Saito Hiraga)
성우 - 히노 사토시/김장
17세, 평범한 고교생으로 어느 날 일본에서 루이즈의 세계로 소환되어 그녀의 사역마가 되었다. 소환 후 전설의 사역마 간달브의 표시를 가지게 되어 이를 통해 실전용 무기와 병기를 자유자재로 다룰 수 있게 되었다. 호기심이 많은 것이 장점이자 단점. 티파니아의 서몬 서번트에 의해 재소환돼 리브스라시르의 표식도 가지게 됨.
루이즈(ルイズ, Louise)
성우 - 쿠기미야 리에/문선희
16세, 정식 이름은 루이즈 프랑소와즈 르 블랑 드 라 발리에르(프랑스어: Louise Françoise Le Blanc de La Vallière). 트리스테인의 북동쪽 영지를 다스리는 라 발리에르 공작가의 셋째 딸로 마법 실력이 형편 없어 제로(성공률 0%)의 루이즈로 불린다. 사역마 사이토의 주인으로 귀족에 대한 긍지가 높다.
퀴르케(キュルケ 규루케[*], Kirche)
성우 - 이노우에 나나코/차명화
18세, 정식 이름은 퀴르케 아우구스타 프레데리카 폰 안하르트 체르프스트(독일어: Kirche Augusta Frederica von Anhalt Zerbst). 불 계열의 마법에 강하여 이명은 미열(微熱)의 퀴르케. 사역마는 화룡산맥의 불도마뱀 '샐러맨더'. 게르마니아 출신으로 라 발리에르 가문과 영지가 가까워 루이즈와 사이가 좋지 않다. 아름다운 외모로 남자들을 유혹하며 사이토에게 반하여 자주 접근했지만, 지금은 선생님과
사귀는 중이다.
타바사(タバサ 다바사[*], Tabitha)
성우 - 이노구치 유카/한신정
15세, 타바사는 가명으로 본명은 샤를로트 엘레느 오를레앙(프랑스어: Charlotte Helene Orléans). 바람 계열의 마법에 능하여 이명은 설풍(雪風)의 타바사. 사역마는 풍룡 '실피드'. 갈리아 왕국 출신으로 많은 것이 베일에 가려져 있다. 항상 책을 읽고 있으며 퀴르케와 단짝 친구 사이이다. 어떠한 사건을 계기로 조용한 성격이 되어 말이 없는 편이다.
기쉬(ギーシュ, Guiche)
성우 - 사쿠라이 타카히로/신용우
17세, 정식 이름은 기쉬 드 그라몽(프랑스어: Guiche de Gramont)으로 흙 속성의 마법에 강하여 이명은 청동(青銅)의 기슈. 사역마는 보석을 굉장히 좋아하는 자이언트 몰(거대 두더지) '베르단데'이다. 귀족 신분을 가지고 있어 고상한 척을 하지만 겁이 많고 바람둥이 기질까지 가지고 있다. 항상 입에 물고 다니는 장미는 마법 지팡이이다.
시에스타(シエスタ, Siesta)
성우 - 호리에 유이/박신희
17세, 트리스테인 마법 학원의 평민 출신 메이드로 증조부(사사키 타케오(佐々木 武雄) 일본제국 해군 소위)가 사이토처럼 일본에서 왔다. 소박한 분위기의 소녀이며 사이토에게 호감을 가지고 있다. 귀족의 집에 팔려간 자신을 구해 주자 더욱 관심을 가지게 된다.
앙리에타(アンリエッタ 안리엣타[*], Henrietta)
성우 - 카와스미 아야코/조현정
17세, 트리스테인의 공주. 누구보다 자신의 나라 트리스테인과 오랜 친구인 루이즈를 사랑한다. 물 속성의 마법사로 수정 지팡이를 들고 다닌다. 알비온의 황태자가 암살되자 여왕이 된 후 알비온의 침략에 맞선다.
몽모랑시(モンモランシー 몬모란시[*], Montmorency)
성우 - 타카하시 미카코/한신정
16세, 정식 이름은 몽모랑시 마가리타 라 페르 드 몽모랑시(프랑스어: Montmorency Margarita la Fère de Montmorency). 물 속성의 마법에 강하여 이명은 향수(香水)의 몽모랑시. 사역마는 개구리 '로빈'이다. 자존심이 굉장히 강한 트리스테인의 귀족으로 기슈와 교제하고 있다. 법으로 금지된 미약을 만들기도 하였다.
티파니아(ティファニア, Tifania)
성우 - 노토 마미코/장은숙
알비온의 숲 속에서 부모를 잃은 아이들을 돌보고 있던 인간과 엘프의 아이로 하프엘프이다. 목숨을 잃은 사이토를 되살려 준 인연으로 트리스테인의 마법학원에 학생으로서 오게 된다. 허무의 4번째 사용자. 사역마는 사이토가 리브스라시르로써 재소환됨.

## 외전

### 열풍의 기사공주
《열풍의 기사공주》(烈豊の騎士姬)는 제로의 사역마의 외전격 소설이다.

#### 등장인물
- 카린느(카린) : 루이즈의 어머니이다.
- 생드리옹 : 마법위사대의 기사.
- 나르시스 : 마법위사대의 기사.
- 바커스 : 마법위사대의 기사.

### 타바사의 모험
타바사의 모험은 제로의 사역마의 외전격 라이트 노벨로, 일본 MF문고 J에서 2006년 1권이 처음 발간되었으며 대한민국의 제이노블에서 2007년 11월에 발간되었다.

#### 줄거리
본편격인 제로의 사역마와는 달리 조연인 타바사를 중심으로 다룬 외전격 라이트 노벨이다.

### 등장인물
- 타바사 : 주인공. '북화단 경호기사단'의 일원이다.
- 실피드 : 풍룡으로 타바사의 사역마이다.

## TV 애니메이션

### 1기
J.C.STAFF에서 제작하고 치바 TV에서 2006년 7월 2일에서 같은 해 9월 24일까지 방송하였다.

#### 주제가
오프닝 곡 〈First kiss〉
노래: 이치코
엔딩 곡 〈진정한 마음〉(ホントノキモチ 혼토노기모치[*])
노래: 쿠기미야 리에

#### 방영 목록
| 화수 | 부제 (원제/풀이)   | 부제 (원제/풀이)    | 방영일          |
| ---- | ------------------ | ------------------- | --------------- |
| 1    | ゼロのルイズ       | 제로의 루이즈       | 2006년 7월 2일  |
| 2    | 平民の使い魔       | 평민 사역마         | 2006년 7월 9일  |
| 3    | 微熱の誘惑         | 미열의 유혹         | 2006년 7월 16일 |
| 4    | メイドの危機       | 메이드의 위기       | 2006년 7월 23일 |
| 5    | トリステインの姫君 | 트리스테인의 공주   | 2006년 7월 30일 |
| 6    | 盗賊の正体         | 도적의 정체         | 2006년 8월 6일  |
| 7    | ルイズのアルバイト | 루이즈의 아르바이트 | 2006년 8월 13일 |
| 8    | タバサの秘密       | 타바사의 비밀       | 2006년 8월 20일 |
| 9    | ルイズの変心       | 루이즈의 변심       | 2006년 8월 27일 |
| 10   | 姫君の依頼         | 공주님의 의뢰       | 2006년 9월 3일  |
| 11   | ルイズの結婚       | 루이즈의 결혼       | 2006년 9월 10일 |
| 12   | ゼロの秘宝         | 제로의 비보         | 2006년 9월 17일 |
| 13   | 虚無のルイズ       | 허무의 루이즈       | 2006년 9월 24일 |

### 2기

#### 주제가
오프닝 곡 〈I say yes〉
노래: 이치코
엔딩 곡 〈좋아!? 싫어!? 좋아!!!〉(スキ!? キライ!? スキ!!!)
노래: 쿠기미야 리에

#### 방영 목록
| 화수 | 부제 (원제/풀이)     | 부제 (원제/풀이) | 방영일          |
| ---- | -------------------- | ---------------- | --------------- |
| 1    | 女王陛下のゼロ       | 여왕 폐하의 제로 | 2007년 7월 8일  |
| 2    | 風と水の誓い         | 바람과 물의 맹세 | 2007년 7월 15일 |
| 3    | 聖職者の剣           | 성직자의 검      | 2007년 7월 22일 |
| 4    | ヴァリエールの三姉妹 | 발리에르 세자매  | 2007년 7월 29일 |
| 5    | 間諜の刻印           | 간첩의 각인      | 2007년 8월 5일  |
| 6    | 女王の休日           | 여왕의 휴일      | 2007년 8월 12일 |
| 7    | 地底の秘密文書       | 지하의 비밀 문서 | 2007년 8월 19일 |
| 8    | 魔法学院の危機       | 마법학원의 위기  | 2007년 8월 26일 |
| 9    | 炎の贖罪             | 불꽃의 속죄      | 2007년 9월 2일  |
| 10   | 雪嶺の敵             | 설영의 적        | 2007년 9월 9일  |
| 11   | 銀の降臨祭           | 은빛 강림제      | 2007년 9월 16일 |
| 12   | さよならの結婚式     | 이별의 결혼식    | 2007년 9월 23일 |

### 3기

#### 주제가
오프닝 곡 〈YOU'RE THE ONE〉
노래: 이치코
엔딩 곡 〈미안해♥〉(ゴメンネ♥ 고멘네[*])
노래: 쿠기미야 리에

#### 방영 목록
| 화수 | 부제 (원제/풀이)       | 부제 (원제/풀이)     | 방영일          |
| ---- | ---------------------- | -------------------- | --------------- |
| 1    | 使い魔の刻印           | 사역마의 각인        | 2008년 7월 7일  |
| 2    | 森の妖精               | 숲의 요정            | 2008년 7월 14일 |
| 3    | 英雄のおかえり         | 영웅의 귀환          | 2008년 7월 21일 |
| 4    | 噂の編入生             | 소문의 전학생        | 2008년 7월 28일 |
| 5    | 魅惑の女子風呂         | 매혹의 여탕          | 2008년 8월 4일  |
| 6    | 禁断の魔法薬           | 금단의 마법약        | 2008년 8월 11일 |
| 7    | スレイプニィルの舞踏会 | 스레이프닐의 무도회  | 2008년 8월 18일 |
| 8    | 東方号の追跡           | 오스트란트 호의 추적 | 2008년 8월 25일 |
| 9    | タバサの妹             | 타바사의 여동생      | 2008년 9월 1일  |
| 10   | 国境の峠               | 국경의 고개          | 2008년 9월 8일  |
| 11   | アーハンブラの虜       | 아한브라의 포로      | 2008년 9월 15일 |
| 12   | 自由の翼               | 자유의 날개          | 2008년 9월 22일 |

### 4기

#### 주제가
오프닝 곡 〈I`ll be There For You〉
노래: 이치코
엔딩 곡 < 키스해 주지 않아 >
노래: 쿠기미야 리에

#### 방영 목록
| 화수 | 부제 (원제/풀이)           | 부제 (원제/풀이)     | 방영일          |
| ---- | -------------------------- | -------------------- | --------------- |
| 1    | 聖国のルイズ               | 성국의 루이즈        | 2012년 1월 7일  |
| 2    | 水都市の巫女               | 아쿠이레이아의 무녀  | 2012년 1월 14일 |
| 3    | 無能王の乱心               | 무능왕의 난심        | 2012년 1월 21일 |
| 4    | 女王陛下の恩賞             | 여왕폐하의 은상      | 2012년 1월 28일 |
| 5    | ド・オルニエールの乙女たち | 드 오르니에의 소녀들 | 2012년 2월 4일  |
| 6    | 波乱の露天風呂             | 파란의 노천탕        | 2012년 2월 11일 |
| 7    | 砂漠のエルフ               | 사막의 엘프          | 2012년 2월 18일 |
| 8    | 逃亡の地下水道             | 도망의 지하수로      | 2012년 2월 25일 |
| 9    | タバサの戴冠               | 타바사의 대관        | 2012년 3월 3일  |
| 10   | 災厄の目覚め               | 재앙의 각성          | 2012년 3월 10일 |
| 11   | ルイズの選択               | 루이즈의 선택        | 2012년 3월 17일 |
| 12   | ゼロの使い魔               | 제로의 사역마        | 2012년 3월 24일 |